# Alessandro Galilei

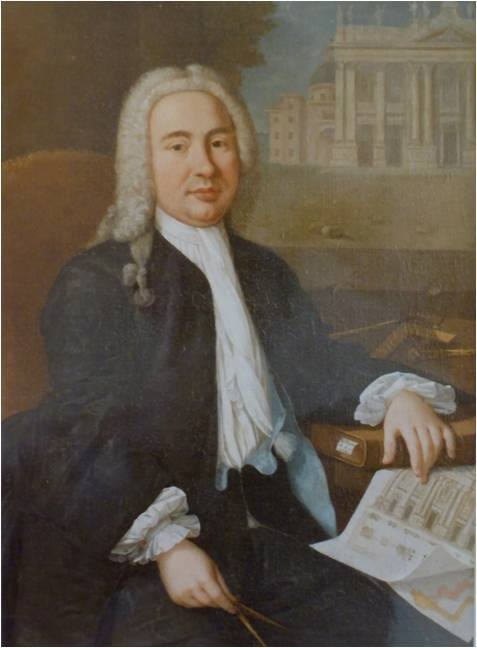
Alessandro Galilei (1735)

Alessandro Galilei (* 25. August 1691 in Florenz; † 21. Dezember 1737 in Rom) war ein italienischer Architekt.
Galilei hielt sich von 1714 bis 1719 in England auf, wo aber keines seiner Projekte verwirklicht wurde. Allerdings kam er hier mit dem Palladianismus in Berührung, der seine Hinwendung zur klassizistischen Formensprache einleitete. 
Anschließend war er bei den Großherzögen Cosimo III. de’ Medici und Gian Gastone de’ Medici in Florenz als Festungsbaumeister und Architekt tätig. 
Bedeutung erlangte er erst 1731, als ihn Papst Clemens XII. nach Rom berief. Dort errichtete er 1732 die Kapelle Corsini von San Giovanni in Laterano und 1734 die Fassade von San Giovanni dei Fiorentini. Als sein Hauptwerk gilt die Fassade von San Giovanni in Laterano, die von 1733 bis 1736 entstand. Sie ist eine klassizistische Interpretation der Fassade des Petersdoms und wurde von Christopher Wren inspiriert. Galilei wusste Monumentalität mit Geschmack und Eleganz zu vereinigen.

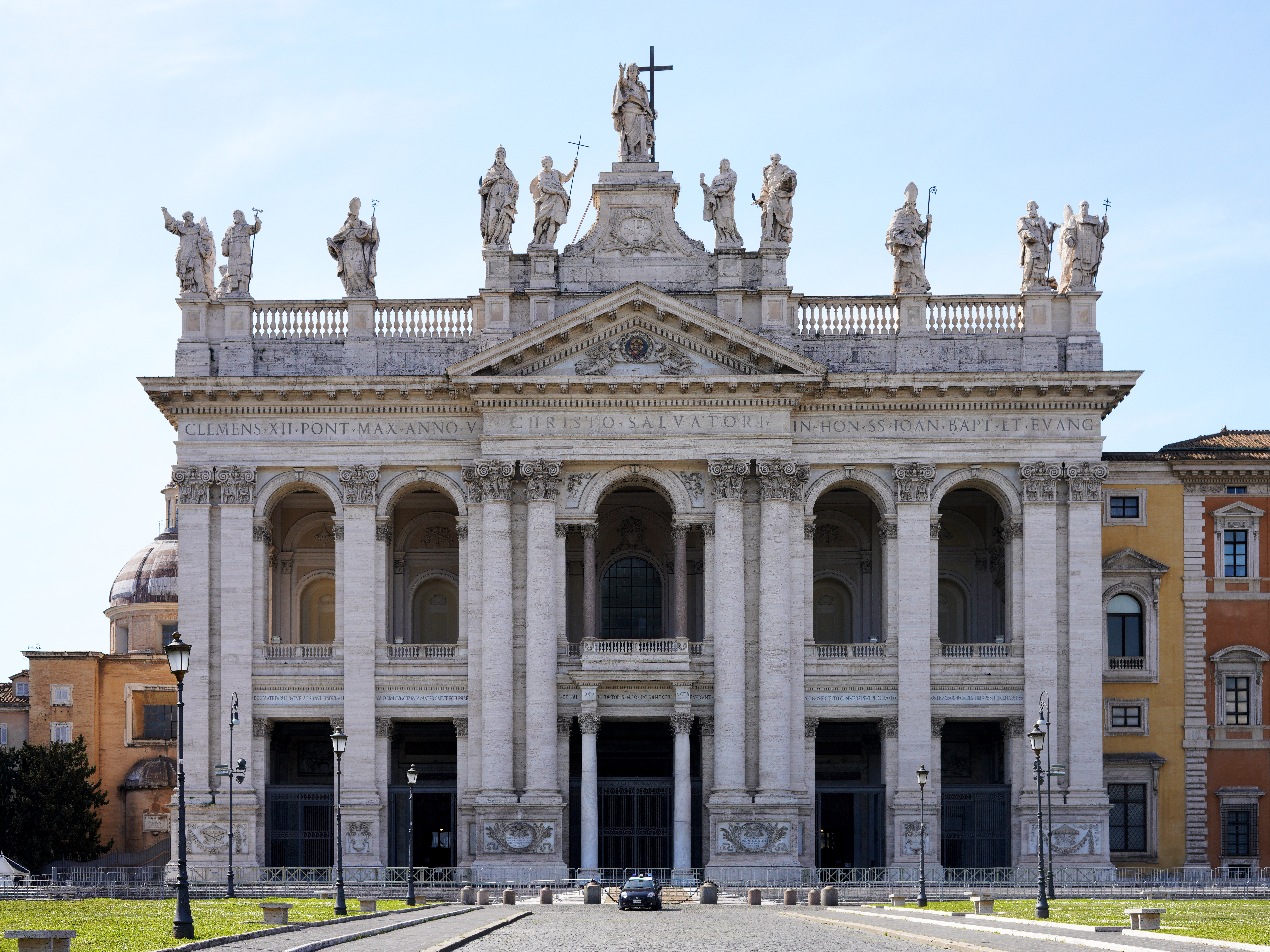
Fassade von San Giovanni in Laterano
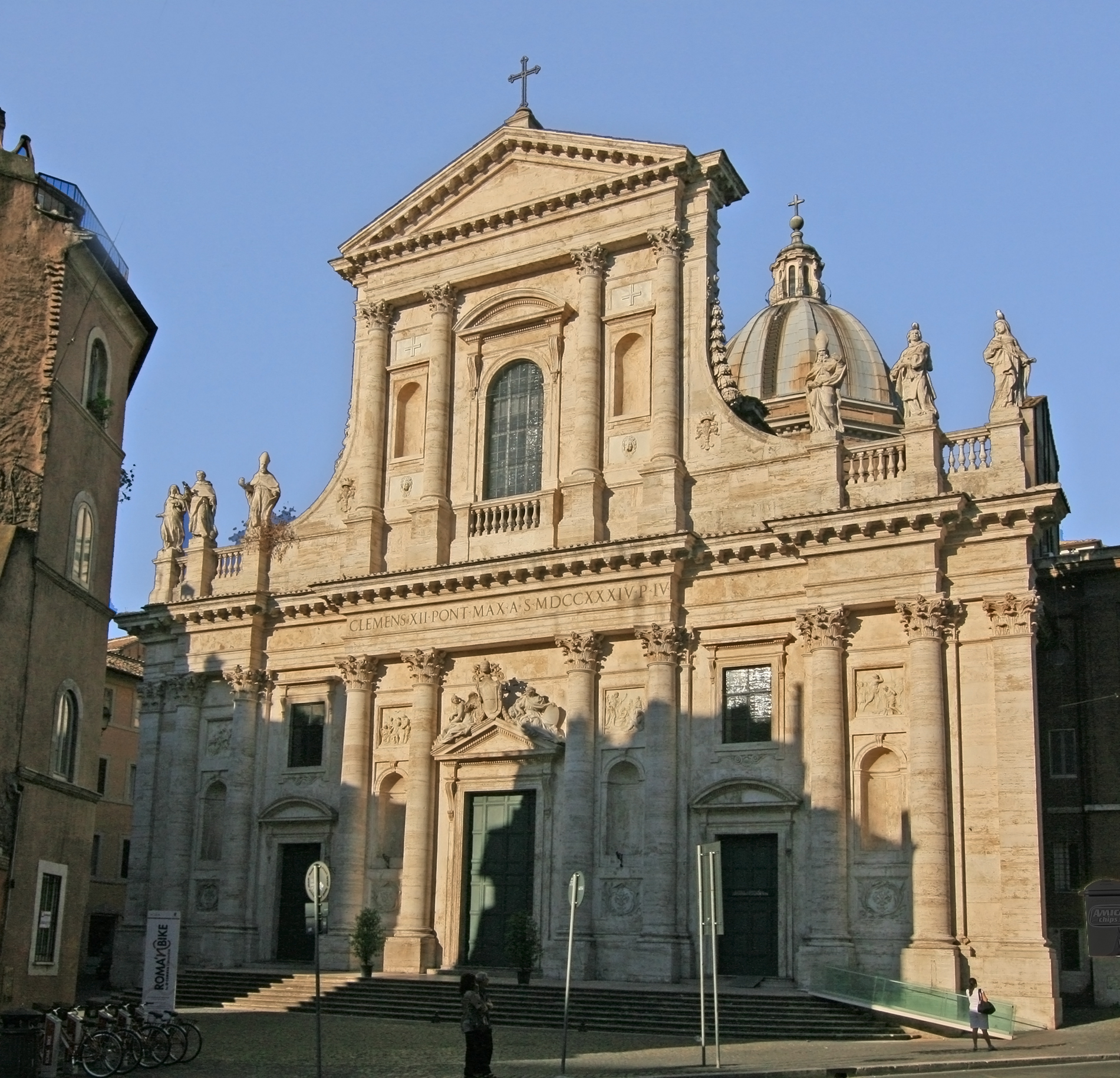
Fassade von San Giovanni dei Fiorentini